# Mamadou Diallo (ur. 1971)
Mamadou Diallo (ur. 21 sierpnia 1971 w Dakarze) – senegalski piłkarz występujący na pozycji napastnika.

## Kariera klubowa
Diallo w swojej ojczyźnie reprezentował barwy SOTRAC Dakar i ASC Port Autonome. W późniejszych latach swojej kariery występował w krajach takich jak Maroko (Kawkab Marrakech), Szwajcaria (FC St. Gallen), Turcja (Zeytinburnuspor), Norwegia (Lillestrøm SK, Vålerenga Fotball) i Niemcy (MSV Duisburg). W 2000 roku trafił do amerykańskiej Major League Soccer, gdzie podpisał kontrakt z Tampa Bay Mutiny. Tutaj w pierwszym sezonie strzelił 26 goli, co dało mu tytuł króla strzelców rozgrywek, został też wybrany do najlepszej jedenastki roku – MLS Best XI. Był również bohaterem głośnego skandalu. W spotkaniu z MetroStars zderzył się z bramkarzem rywali Mikiem Ammanem, łamiąc mu żebra i przebijając płuco, co przyczyniło się do zakończenia jego kariery. Sędzia nie ukarał Diallo uznając, że zderzenie było niezamierzone, jednak ten incydent odbił się głośnym echem w Stanach. Senegalczyk w 2002 roku został sprzedany do MetroStars, a później grał w New England Revolution. 7 października 2002 przeszedł do saudyjskiego Al-Ahli. W latach 2003–2006 zaliczył występy w Szwecji, Malezji i RPA. W 2006 roku powrócił do ojczyzny, gdzie zasilił pierwszoligowy klub Djoliba AC. W tym zespole latem 2007 zakończył karierę.

## Kariera reprezentacyjna
Dzięki wielu bramkom strzelanych podczas występów w klubach Diallo znalazł uznanie w oczach selekcjonerów reprezentacji Senegalu. Został powołany na Puchar Narodów Afryki 1990 i 1994.